# Dungeon Master
Pour les articles homonymes, voir DM.
Ne doit pas être confondu avec le terme de jeux de rôle maître de donjon (en anglais « Dungeon Master »).
Dungeon Master  est un jeu vidéo de rôle de type dungeon crawler développé par FTL Games. Le jeu est d'abord publié sur Atari ST en 1987 avant d'être porté les années suivantes sur Amiga, Sharp X68000, PC, FM Towns, PC-98012, PC-Engine et Super Nintendo. Il se déroule dans un univers médiéval-fantastique dans lequel le joueur incarne un apprenti au service d'un puissant magicien. Lors d'une expérience, l'âme de ce dernier se scinde en deux parties antagonistes, l'une d'elles — appelée Chaos — se révélant maléfique et menaçant d'envahir le monde. Pour l'en empêcher, le joueur contrôle quatre champions devant explorer le donjon de Chaos afin de retrouver le seul objet capable de réunifier l'âme du magicien.
La sortie de Dungeon Master est considérée comme une formidable avancée dans le domaine du jeu vidéo de rôle. Il innove en effet en matière de présentation en proposant un monde en trois dimensions que le joueur observe en vue subjective et dans lequel l'action se déroule en temps réel. Il innove également en matière d'interaction en abandonnant l'interface textuelle des jeux de rôles de l'époque au profit d'une interface basée sur l'utilisation de la souris plutôt que du clavier. À sa sortie, le jeu est très bien accueilli par les critiques et connaît un important succès commercial. Il dépasse ainsi les 40 000 titres vendus en 1987 et réalise les meilleures ventes de tous les temps pour un jeu Atari ST. Son succès influence de nombreux développeurs qui tentent d'émuler son concept, avec plus ou moins de succès, dans des jeux comme Eye of the Beholder, Lands of Lore, Captive, Shining and the Darkness ou Bloodwych.
Dungeon Master  a bénéficié d'une extension — Chaos Strikes Back — qui est publiée en 1989 sous la forme d'un stand-alone. Le jeu a également bénéficié d'une suite — Dungeon Master II: The Legend of Skullkeep — qui est publiée en 1995. Comme le jeu original, celle-ci est bien accueillie par les critiques et connait un certain succès commercial, ce qui ne l'empêche pas d'être considérée comme décevante au regard de l'impact du jeu original. Il a enfin été adapté sur Sega Saturn en 1998, sous le titre Dungeon Master Nexus, cette version bénéficiant d'un nouveau moteur graphique proposant des graphismes en trois dimensions.

## Trame
Dungeon Master se déroule dans un univers de type médiéval-fantastique.
Le joueur incarne Theron, un apprenti sorcier servant le puissant magicien Grey Lord. Alors qu'il tente d'invoquer une Power Gem, le magicien se trompe de formule magique et provoque une rupture du temps et de l'espace. Les effluves magiques scindent alors l'âme de Grey Lord en deux parties antagonistes, Librasulus et sa contrepartie démoniaque Chaos qui se terre alors dans un donjon et menace d'envahir le monde. De son côté, Theron est réduit à l'état de fantôme et son objectif est de retrouver le seul objet capable de réunir l'âme du sorcier — le Firestaff — que Chaos a caché dans son donjon. Pour cela, Theron fait appel à quatre champions qu'il charge de retrouver le Firestaff. Ces champions viennent du hall des champions, au premier niveau du donjon, ou se trouvent 24 aventuriers emprisonnés dans des miroirs par Chaos,.

## Système de jeu
Dungeon Master est un jeu vidéo de rôle se déroulant dans un donjon représenté en trois dimensions que le joueur observe en vue subjective et dans lequel l'action se déroule en temps réel. Par l'intermédiaire d'une interface graphique et en utilisant la souris, le joueur contrôle de un à quatre champions devant affronter des monstres, résoudre des puzzles et éviter des pièges pour progresser dans le donjon.

### Personnages
Le jeu débute dans le hall des champions où se trouvent les vingt-quatre aventuriers emprisonnés dans des miroirs par Chaos. Le joueur peut alors choisir de ramener à la vie quatre d'entre eux ou d'utiliser leur force vitale afin de créer ses propres champions dont il peut alors redéfinir les caractéristiques. En revenant à la vie, ces champions disposent de l'équipement et des compétences qu'ils possédaient lorsqu'ils furent emprisonnés dans leurs miroirs. Quatre classes de personnage sont disponibles dans le jeu : le guerrier, le ninja, le prêtre et le mage,. En utilisant les spécialités de ses personnages — le combat pour le guerrier, la magie pour le magicien, la préparation de potions pour le prêtre et le lancer d'objet et le combat à mains nues pour le ninja — le joueur fait progresser ces derniers dans leur domaine de prédilection. Neuf niveaux de spécialisation, allant de néophyte à maître, existent ainsi dans le jeu, chaque passage à un niveau supérieur permettant de renforcer les caractéristiques des champions. Chaque personnage dispose en effet de trois caractéristiques principales, la santé, l'endurance et la magie, auxquelles s'ajoutent un certain nombre de caractéristiques secondaires incluant la force, la dextérité, la sagesse, la vitalité et les résistances au feu et à la magie.
Chaque champion dispose d'une jauge de nourriture et d'eau se vidant petit à petit. Pour qu'ils restent en vie, il est donc nécessaire de donner à manger et à boire aux personnages, de l'eau et de la nourriture pouvant être trouvés dans le donjon,. Il est également possible de manger certaines créatures, comme les champignons hurleurs, après les avoir tués,.

### Équipement
Pour combattre les monstres, le joueur peut équiper ses champions de différents types d'armes, d'armures et d'objet magique comme des parchemins, des potions de défense ou des boîtes magiques. Chaque personnage dispose d'un inventaire pouvant stocker jusqu’à dix-sept objet, le nombre d'objet qu'il peut porter étant aussi limité par leur poids, le poids total transporté influant la vitesse à laquelle le personnage peut se déplacer.

### Sorts et potions
Pour lancer des sorts ou préparer une potion, le joueur doit cliquer dans le bon ordre sur une série de différents symboles magiques. Ces symboles sont divisés en quatre catégories : pouvoir, élément, forme et alignement. Chaque sort nécessite au moins un symbole de pouvoir et un symbole d'élément, les plus puissants — comme fireball ou poison charm — nécessitant également d'utiliser les symboles de forme et d'alignement. Lancer un sort ou préparer une potion coûte des points de mana (l’énergie magique du personnage), ce coût étant fonction de la caractéristique de magie du personnage. Pour apprendre un nouveau sort, le joueur doit trouver le parchemin correspondant ou expérimenter, certains sorts ou potions n'étant cependant accessible qu'aux prêtres ou magiciens les plus puissants,.

### Le donjon
Le donjon est composé de quatorze niveaux. Chaque niveau est un puzzle qu'il faut absolument résoudre pour passer au niveau suivant. Ces niveaux sont parsemés d'obstacles, comme passages secret, des trappes, des murs d’énergie ou de téléportation. Les niveaux sont peuplés de différents types de monstres pouvant se révéler redoutables, les premiers niveaux sont ainsi hantés par des momies, des fantômes, une guêpe et des vers géants. Des armes, de la nourriture et des objets peuvent également être trouvés dans le donjon.
Pour se déplacer à travers les différents niveaux, il est nécessaire de prévoir un moyen de s'éclairer, comme une torche ou un sort de lumière.

### Interface
Environ 60 % de l'écran représente en trois dimensions ce que voit le leader du groupe d'aventuriers contrôlé par le joueur. Dans la partie supérieure de l'écran sont indiqués l'état de santé des personnages ainsi que les objets qu'ils tiennent dans leurs mains. En haut à droite de l'écran est indiqué la position de chaque champion par rapport aux autres. À droite de l'écran se trouvent les icônes de mouvement et d'attaque, permettant de commander les champions, ainsi que les symboles permettant de lancer des sorts,.

## Développement

### Début du projet
Andy Jaros et Doug Bell, les créateurs du jeu, se rencontrent au début des années 1980 alors qu'ils sont encore étudiants à l'université de Californie. Ils jouent tous les deux à Ultima et à Wizardry et Doug Bell pense alors être capable de concevoir un jeu meilleur qu'Ultima. Avec cette idée en tête, ils fondent le studio PVC Dragon grâce à des capitaux levés en vendant des parts de la société à des amis proches et à leurs familles. Ils commencent alors à travailler sur un titre qu'ils baptisent Crystal Dragon. Après deux ans de travail, les fonds commencent à manquer et ils se lancent à la recherche de sociétés intéressées par leur projet. En 1983, ils rejoignent ainsi temporairement FTL Games, un studio de développement appartenant à Wayne Holder et ayant notamment développé un des classiques de l'Apple II, le jeu SunDog: Frozen Legacy. Ils continuent alors à travailler sur leur projet mais quelques mois plus tard, Atari annonce la sortie de l'Atari ST et le développement de la version Apple II de leur jeu est stoppé, les développeurs considérant ce nouvel ordinateur comme étant plus adapté à Crystal Dragon. Ils n'ont cependant pas assez de temps pour convertir entièrement le jeu avant le lancement de l'Atari ST, programmé pour fin 1985, et ils décident avec Wayne Holder de se focaliser sur le portage de SunDog afin d'avoir un jeu prêt dans les temps. Cette conversion est publiée pour noël 1985 et connaît un formidable succès. Forts de cette réussite et avec l'expérience acquise en matière de programmation pour l'Atari ST, Andy Jaros et Doug Bell deviennent des membres à part entière du studio et ils reprennent le développement de Crystal Dragon qu'ils rebaptisent alors Dungeon Master,.

### Équipe de développement
- Programmation : Doug Bell, Mike Newton et Dennis Walker
- Conception artistique : Andy Jaros
- Conception audio : Wayne Holder
- Prologue : Nancy Holder

L'équipe de développement du jeu n'est composée que de cinq personnes. Wayne Holder ne participe que très peu à la programmation du jeu, sa principale contribution ayant porté sur l'intégration des effets sonores numériques à la version Atari ST du jeu. Andy Jaros a réalisé l'ensemble des artwork du jeu. Mike Newton a créé les outils de développement, notamment le Dungeon Construction Set. Enfin, Doug Bell et Dennis Walker ont principalement travaillé sur la programmation du jeu. Chaque membre de l'équipe a ainsi ses propres responsabilités mais ils réfléchissent ensemble à la conception du jeu et notamment aux idées permettant à Dungeon Master de se différencier des jeux de rôle du même genre. Dans ce domaine, les principales innovations sont imaginées par Wayne Holder, notamment au niveau de l'interface.

### Conception
Andy Jaros et Doug Bell souhaitent faire de Dungeon Master un jeu aussi immersif que possible. Partant de cette exigence, ils décident notamment que le jeu doit se dérouler dans un donjon et ils intègrent différents éléments devant contribuer à lui donner un certain degré de réalisme. Dès le début du projet, ils imaginent ainsi un système de jeu dans lequel les personnages doivent se nourrir, boire et dormir pour survivre et où l'utilisation de torches pour éclairer les environnements du jeu constitue un aspect essentiel du gameplay. Les aspects les plus innovants du jeu sont en revanche imaginés plus tard dans le développement. Lorsqu'ils commencent à travailler sur la version Atari ST du jeu, ils réalisent en effet qu'ils peuvent étendre le concept du jeu au-delà de ce qu'ils avaient imaginé pour Crystal Dragon. Ils imaginent alors différents concepts permettant au jeu de se différencier de la concurrence, notamment en matière d'interface, de graphismes, d'effet sonore et de système de jeu. Le lancement du jeu est alors planifié pour fin 1985 mais l'équipe de développement préfère prendre son temps afin de pouvoir incorporer dans le jeu tous les concepts qu'ils imaginent alors. Certaines idées sont tout de même abandonnées mais globalement, les développeurs prennent le temps de faire de Dungeon Master un jeu aussi bon que possible.

### Programmation
Dungeon Master est initialement programmé en Pascal. Forts de l'expérience acquise lors du développement de la version Atari ST de SunDog, les développeurs se rendent rapidement compte que la conversion du jeu sur Atari ST nécessite de programmer le jeu en langage C plutôt qu'en Pascal. Ce changement se traduit par une charge de travail supplémentaire pour les programmeurs, mais les premiers tests de performances réalisés sur les algorithmes du programme se révèlent concluants et encourageants pour l'équipe de développement. L'importance de l'aspect immersif de l'aventure complique également le travail de programmation. Les développeurs considèrent en effet que les changements de disquettes en cours de jeu peuvent interférer avec cet aspect immersif en perturbant le joueur. Ils décident donc que le jeu doit tenir sur une seule disquette et les programmeurs doivent consacrer beaucoup de temps à la programmation d'algorithmes de compression/décompression et de gestion de la mémoire afin de réduire la taille du programme et de permettre de mettre autant de choses que possible sur l'unique disquette du jeu.

## Versions et extension

### Versions
Planifiant la sortie de Dungeon Master pour fin 1985, le studio publie une version de démonstration du jeu en mai 1985.
Le développement ayant pris du retard, le jeu est finalement publié sur Atari ST en 1987. Il est ensuite porté sur plusieurs autres plateformes, incluant des versions Amiga, Sharp X68000, PC, FM Towns, PC-98012 et Super Nintendo. Une version améliorée du jeu, avec des animations supplémentaires, a également été envisagée sur CDTV, mais le développement de celle-ci a finalement été annulé, Commodore n'ayant pas transmis à FTL Games toutes les informations nécessaires concernant le système de sauvegarde de cet ordinateur.
Le jeu a également fait l'objet d'une conversion sur PC-Engine baptisée Theron's Quest. Celle-ci est divisée en sept petits donjons, chacun d'eux contenant des puzzles et des cartes provenant du jeu original et de son extension Chaos Strikes Back. La principale amélioration apportée à cette version est l'introduction d'une introduction animée et d'un scénario. Le joueur incarne ainsi un adolescent devant prouver sa valeur en combattant une force démoniaque.
Le jeu a enfin été adapté sur Sega Saturn par Victor Interactive Software en 1998 sous le titre Dungeon Master Nexus. Développée au Japon, cette version propose des graphismes en 3D mais est desservie par un moteur graphique primitif et par les problèmes de réactivité de son interface.

### Extensions
Dungeon Master ayant été créé avec l'idée de rendre possible la création de nombreux scénario, les développeurs projettent ainsi la création de nombreuses extensions. La première — Chaos Strikes Back — est publiée en 1989 sous la forme d'un stand-alone. Celle-ci se révèle excellente et, parvenant à satisfaire les fans du jeu original, elle connaît un certain succès. L'équipe est cependant trop occupée à développer d'autres portages du jeu et aucune autre extension ne sera finalement développée.

## Accueil
| Dungeon Master         |    |        |
| ACE                    | US | 94,9 % |
| Amiga Computing        | US | 97 %   |
| Computer + Video Games | US | 85 %   |
| Dragon                 | US | 4,5/5  |
| Famitsu                | JP | 30/40  |
| Gen4                   | FR | 100 %  |
| Tilt                   | FR | 18/20  |
| The Games Machine      | US | 94 %   |
| Your Amiga             | US | 93 %   |
| Zzap!64                | US | 98 %   |

À sa sortie, Dungeon Master est accueilli de manière très positive par les critiques et il est désigné meilleur jeu de l'année dans les classements de la plupart des magazines spécialisés de l'époque. En 1987, il dépasse les 40 000 titres vendus. Il devient ensuite le jeu Atari ST le plus vendu de tous les temps, avec notamment un taux de pénétration du marché de 50 % sur cette plate-forme, et connaît un succès remarquable sur d'autres plates-formes comme l'Amiga,,.

### Récompenses
- Tilt d'or 1988 du meilleur jeu de rôle et des meilleurs effets sonores[22]
- 4 d'or 1988 du meilleur jeu d'aventure interactif et du meilleur jeu de l'année[23]

### Rétrospectives
Dungeon Master reste aujourd'hui considéré comme l'une des plus grandes réussites de l'époque en matière de jeu de rôle grâce notamment à son concept innovant et à l'aspect immersif de l'aventure qu'il propose. Le jeu est l'une des entrées de l'ouvrage Les 1001 jeux vidéo auxquels il faut avoir joué dans sa vie.

## Postérité

### Influence
La sortie de Dungeon Master en 1987 représente une formidable avancée dans le domaine du jeu vidéo de rôle. Il innove tout d'abord en matière de présentation en proposant un monde en trois dimensions que le joueur observe en vue subjective et dans lequel l'action se déroule en temps réel. En effet, s'il est précédé par d'autres RPG en 3D (incluant Dungeons of Daggorath), il se distingue de ces derniers par l'utilisation du temps réel plutôt que du tour par tour, alors beaucoup plus répandu,. Il innove également en matière d'interaction en abandonnant l'interface textuelle des jeux de rôles de l'époque au profit d'une interface basée sur l'utilisation de la souris plutôt que du clavier pour contrôler son personnage grâce à un système d'icônes sur lesquelles le joueur peut cliquer pour choisir l'action qu'il souhaite réaliser. Son système de jeu introduit également un certain nombre de concepts inédits. Il offre notamment une certaine liberté de mouvement au joueur qui peut ainsi progresser dans le jeu de manière non linéaire. Il propose également un système de compétences inédit, ces dernières ne pouvant être améliorées qu'en les utilisant.
Bien que son succès ne passe pas inaperçu, les studios de développement concurrents semblent à l'époque réticents à l'idée de passer à la 3D et au temps réel. Ils continuent donc de publier des RPG en 2,5D et au tour par tour jusque dans les années 1990. De nombreux studios de développement tentent néanmoins d'émuler le concept de Dungeon Master, avec plus ou moins de succès. C'est notamment le cas de Westwood Studios avec les séries à succès Eye of the Beholder et Land of Lore, du studio Mindscape avec Captive, de Sega avec Shining and the Darkness, de Mirrorsoft avec Bloodwych, de Raven Software avec Black Crypt ou encore de Silmarils avec Ishar: Legend of the Fortress et ses deux suites,. Bien plus récemment, un titre comme Legend of Grimrock revendique l'héritage de Dungeon Master en proposant une expérience de jeu très similaire.

### Suites
Dungeon Master a bénéficié d'une suite baptisée Dungeon Master II: The Legend of Skullkeep. Celle-ci a nécessité une longue période de développement ce qui fait qu'à sa sortie, en 1995, son concept est totalement différent de ce qui était initialement prévu. Le jeu conserve ainsi les graphismes en deux dimensions du jeu original mais avec l'ajout d'environnements extérieurs et d'un moteur de jeu plus complexe. Le résultat est un jeu « excellent » mais ses graphismes souffrent de la comparaison avec les jeux d'aventures en 3D plus récents. À sa sortie, il est bien accueilli par la presse spécialisée et connaît un certain succès commercial, ce qui ne l'empêche pas d'être considéré comme une relative déception au regard de l'impact du jeu original.
Dungeon Master II est le dernier titre développé par FTL Games, le studio cessant toute activité en 1996.